# Henry F. Phillips

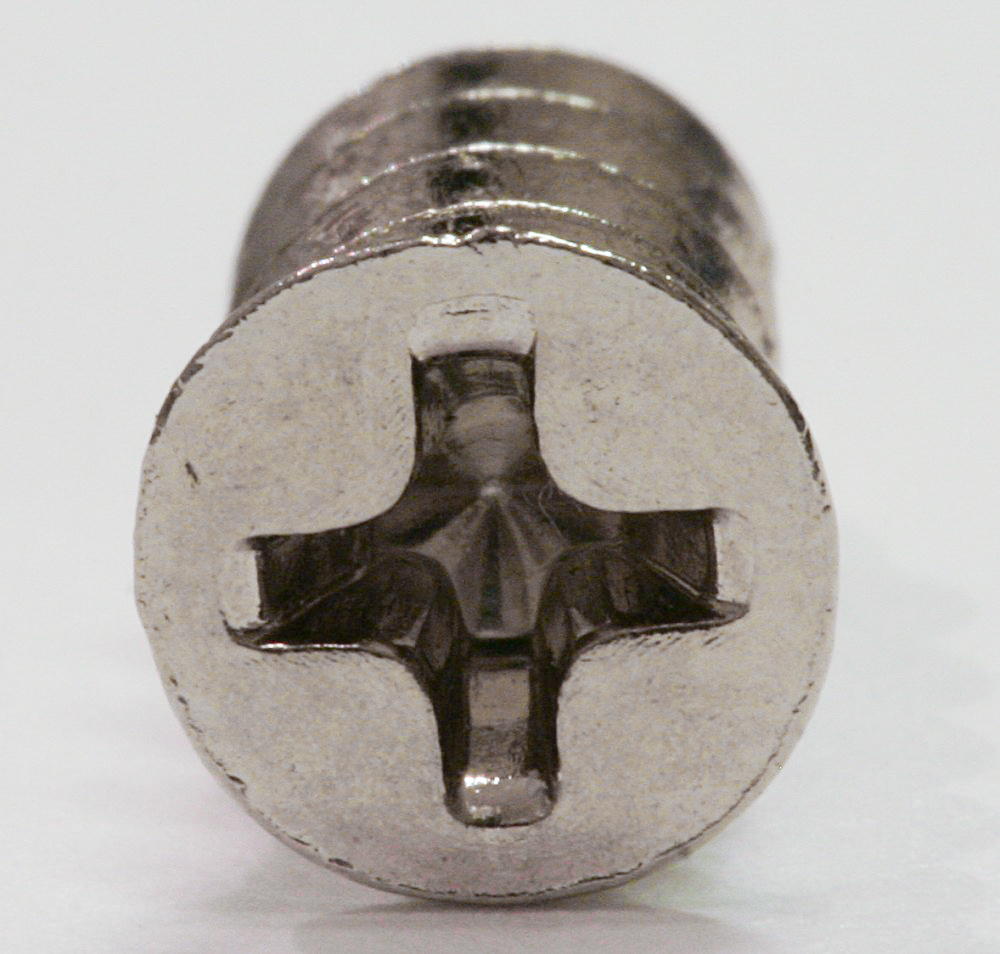
Tête de vis cruciforme.

Henry Frank Phillips, né le 4 juin 1889 et mort le 13 avril 1958, était un homme d'affaires américain de Portland, dans l'Oregon. Il a donné son nom à la vis et au tournevis à tête cruciforme (« crosshead »).
L'importance de la conception de la vis à tête cruciforme réside dans sa propriété de centrage automatique, utile sur les lignes de production automatisées qui utilisent des tournevis motorisés. La principale contribution de Phillips a été de faire progresser le concept de tête croisée jusqu'à ce qu'il soit adopté par les fabricants de vis et les constructeurs automobiles. L'inventeur présumé de la vis Phillips est John P. Thompson qui, en 1932, a breveté (n° 1 908 080) une vis cruciforme encastrée et, en 1933, un tournevis pour cette vis.

## Biographie
N'ayant pas réussi à intéresser les fabricants, Thompson vend son concept de centrage automatique à Phillips en 1935. Phillips a créé la Phillips Screw Company en 1934. Après avoir affiné la conception (brevet américain n° 2 046 343, brevets américains n° 2 046 837 à 2 046 840) pour l'American Screw Company de Providence (Rhode Island), Phillips a réussi à introduire la conception dans la fabrication industrielle et à promouvoir son adoption rapide en tant que norme pour les vis de machine. American Screw a alors dépensé 500 000 dollars pour mettre au point une méthode de fabrication. L'un des premiers clients a été General Motors, qui a utilisé cette conception innovante en 1936 pour ses chaînes de montage Cadillac. En 1940, 85% des fabricants américains de vis possédaient une licence pour ce modèle. En raison d'une santé défaillante, Phillips prend sa retraite en 1945. Il meurt en 1958.